# 大南友希
大南友希（おおみなみ ゆき、12月14日 - ）は、日本の女性声優。埼玉県出身。B-Box所属。2021年2月に「大南悠」から「大南友希」に改名した。

## 略歴
大学時代はオリジナルミュージカルのサークルに所属していた。

## 人物
趣味には読書、英語をそれぞれ挙げている。

## 出演

### テレビアニメ
2017年
- 龍の歯医者
- ワールドフールニュース PartII（スナックのママ）

2018年
- ひそねとまそたん（棗の母、空港アナウンス）
- BANANA FISH（通行人、ブランディッシュ、警官、車内アナウンス、空港アナウンス、司書 他）
- 少女☆歌劇 レヴュースタァライト（香子の母、音声案内）
- 色づく世界の明日から（端末音声、マダム、女性）

2019年
- ブギーポップは笑わない（端末）
- アニ×パラ〜あなたのヒーローは誰ですか〜（母）

2020年
- 虚構推理（2020年 - 2023年、祖母、化け猫、音無澄） - 2シリーズ
- 文豪とアルケミスト 〜審判ノ歯車〜
- GREAT PRETENDER（女性スタッフ、主婦たち、職員、アナウンサー、デイシャナ 他）

2021年
- 呪術廻戦（留守電）

2023年
- スキップとローファー（飼い主、5組エース、もっちゃん）
- オチビサン（2023年 - 2024年、カエル、妻、近所のおばさん、店主）
- ブルバスター（島民）
- 魔法使いの嫁 SEASON2（映画登場人物）
- SPY×FAMILY（乗客）

2024年
- メタリックルージュ（ミゲル、ネアン1、簒奪者2）
- 薬屋のひとりごと（2024年 - 2025年、中年飯盛女、侍女） - 2シリーズ
- となりの妖怪さん（宮嶋先生、芽衣子、女性、同僚A、彗雲坊 他）
- 魔王の俺が奴隷エルフを嫁にしたんだが、どう愛でればいい?（街の男）

2025年
- 空色ユーティリティ（ファンの女性）
- 真・侍伝 YAIBA（アナウンス、おばあさん、同級生、仲居、住民）
- 機動戦士Gundam GQuuuuuuX
- 出禁のモグラ（幽霊A）

### 劇場アニメ
2010年代
- 日本アニメ（ーター）見本市 HILL CLIMB GIRL（2014年）
- 日本アニメ（ーター）見本市 イブセキヨル二（2015年）
- 君の名は。（2016年）
- 詩季織々（2018年、街の米粉店 女将、シャオユの母） - 2作品
- 薄暮（2019年）

2020年代
- 少女☆歌劇 レヴュースタァライト ロンド・ロンド・ロンド（2020年、録音音声〈携帯〉）
- シン・エヴァンゲリオン劇場版𝄇（2021年）
- すずめの戸締まり（2022年）

### OVA
- 姉ログ 靄子姉さんの止まらないモノローグ（2015年）
- エヴァンゲリオン 使徒、博多襲来（2019年）

### Webアニメ
- おしえて北斎! -THE ANIMATION-（2021年、お隣さん）

### ゲーム
2015年
- 雀王
- 絶対階級学園
- ヘルプ!!!〜恋が丘学園おたすけ部〜（早川理子、根室志津子）

2017年
- ファイトリーグ（トリックイーン エロティカ）

2018年
- モンスターストライク（2018年 - 2022年、ビゼー）

### デジタルコミック
- 銀魂（レポーター）

### 吹き替え

#### 映画（吹き替え）
- URI/サージカル・ストライク（スハーシニ）
- カクテルナイトフィーバー 〜シェイカーより愛をこめて〜（美女1 他）
- フライ・ミー・トゥ・ザ・ムーン[23]
- サンダーボルツ*[24]

#### ドラマ
- ワーキングママ シーズン3（カーリー）
- ゴーストライター（アリス 他）

#### アニメ
- RINGING FATE（2025年、観客赤目女[8]、隼風父[14]）

### 映画
- シン・ゴジラ（2016年、声の出演[25]）
- シン・仮面ライダー（2023年）

### その他コンテンツ
- 小学館 Oggi 2016年1月号（テレビCMナレーション）

### シリーズ一覧
1. ↑  Season1（2020年）、Season2（2023年）
2. ↑  第1期（2024年）、第2期（2025年）